# پت شاپ بویز
پت شاپ بویز (به انگلیسی: Pet Shop Boys) نام یک گروه دونفرهٔ موسیقی رقص الکترونیک انگلیسی است. اعضای گروه نیل تنانت (خواننده) و کریس لاو (نوازندهٔ کیبورد) هستند.
از آثار پت شاپ بویز در طول نزدیک به ۳ دهه فعالیت‌شان بیش از ۵۰ میلیون نسخه در سراسر جهان به‌فروش رسیده‌است. از سال ۱۹۸۶ به این سو آن‌ها ۴۲ اثر در جدول ۴۰ آهنگ برتر و ۲۰ اثر در جمع ۱۰ آهنگ برتر انگلستان داشته‌اند که از معروف‌ترین آن‌ها می‌توان وست اند گرلز، این یک گناه، «همیشه در ذهن من»، «قلب» و «Go West» را نام برد. پت شاپ بویز در مراسم بریتیش اواردز ۲۰۰۹ برای «مشارکت‌های برجسته‌شان در صنعت موسیقی» جایزه‌ای دریافت کردند. آن‌ها تا به حال ۵ بار و در سال‌های ۱۹۹۷، ۲۰۰۳، ۲۰۰۷(۲ نامزدی) و ۲۰۰۹ نامزد دریافت جایزهٔ گرمی بوده‌اند.
آخرین آلبوم آن‌ها با عنوان Hotspot در 2020 روانهٔ بازار شد.